# Kuan-jin

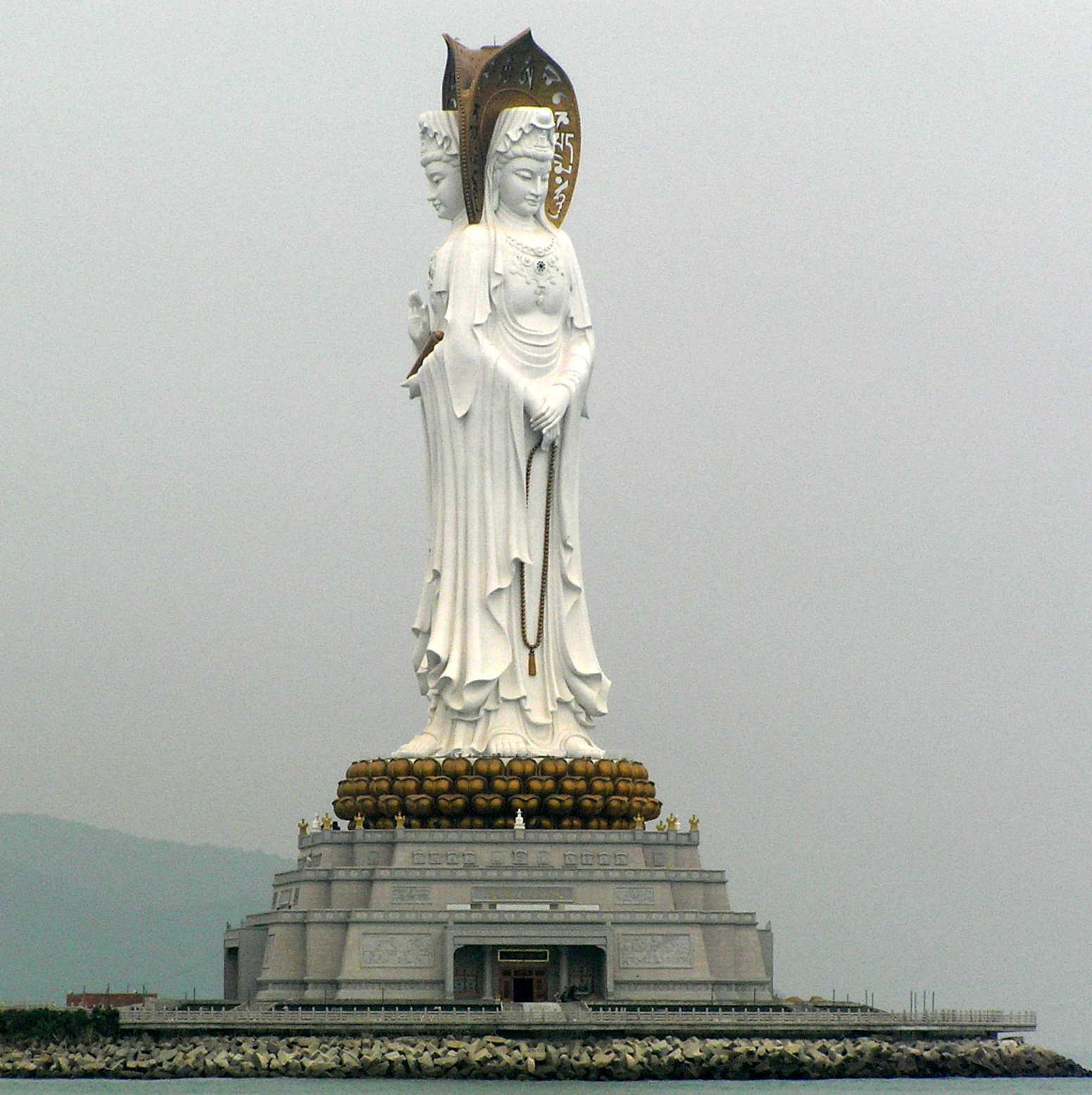
Obří socha Kuan-jin v San-ja v čínské provincii Chaj-nan

Kuan-jin (čín. 觀音, pchin-jin Guanyin, jap. Kannon, viet. Quan Âm) je čínská, většinou ženská podoba původně indického bódhisattvy soucitu Avalókitéšvary. Spolu s Samantabhadrou, Kšitigarbhou a Maňdžušrím je počítán mezi čtyři velké bódhisattvy čínského buddhismu. Podle lidového pojetí je Kuan-jin domovem na východě Číny na ostrově Pchutchuo-šan, kde je i svatyně bódhisattvy.

## Ikonografie
Zatímco v Indii je Avalókitéšvara zobrazován jako muž, v Číně je již od 8. století doložena jeho ženská podoba, snad pod vlivem tantrických nauk. Do jisté míry na tom mohl mít podíl fakt, že se na tohoto bódhisattvu obracely ženy, zejména v době těhotenství. Avšak hlavní důvody se spatřují právě v tantrickém učení, kdy každý mužský bódhisattva má svůj protějšek v ženské podobě, a v mísení s čínským taoismem. Ženskou i mužskou podobu lze v Číně dosud nalézt, ženská však převládá, i když je mnohdy nemožné se na pohlaví některých zobrazení usnést.

## Legenda o Miaošan

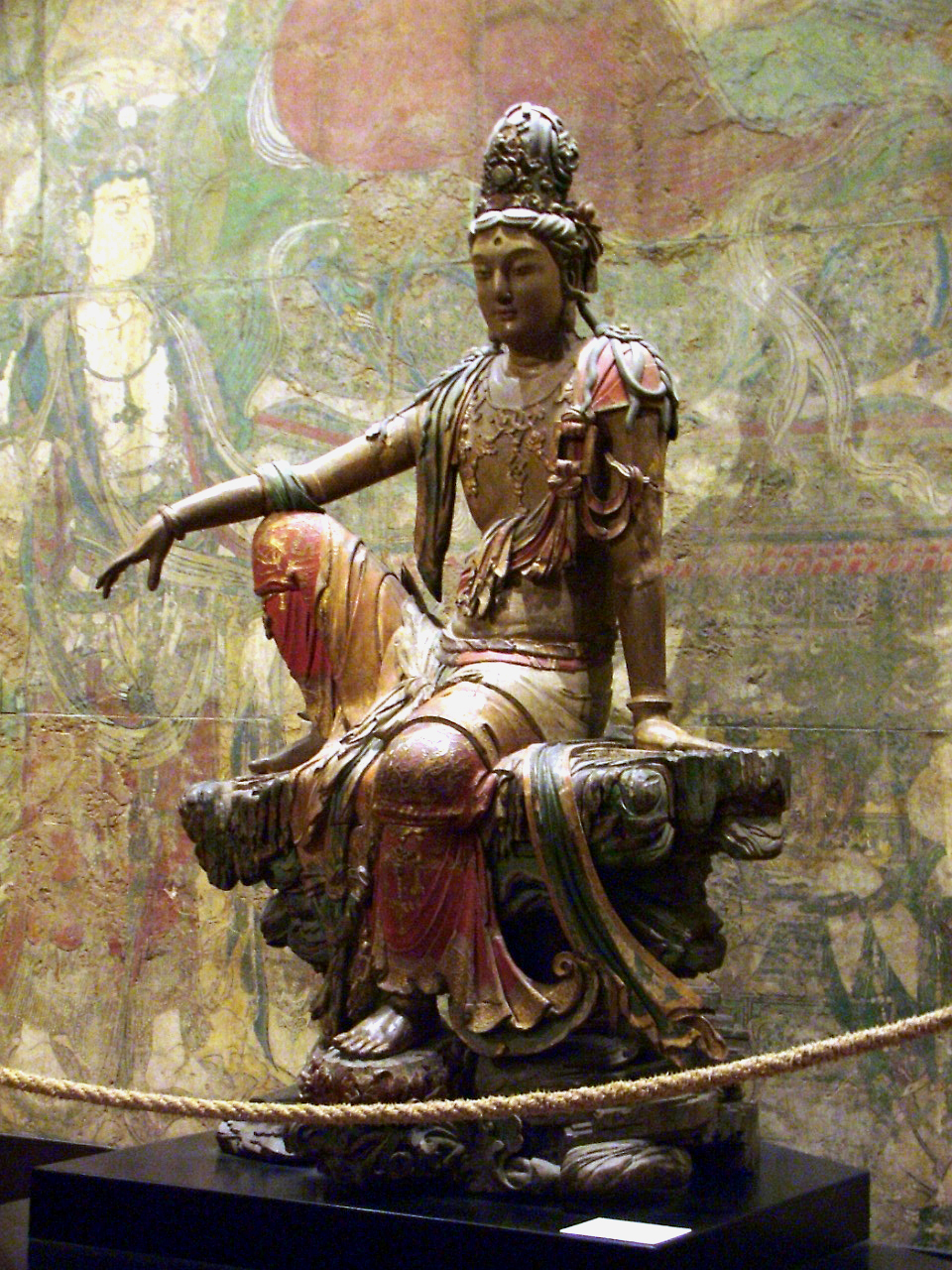
Čínská dřevěná socha Kuan-jin v provincii Šan-si z 10.–12. století

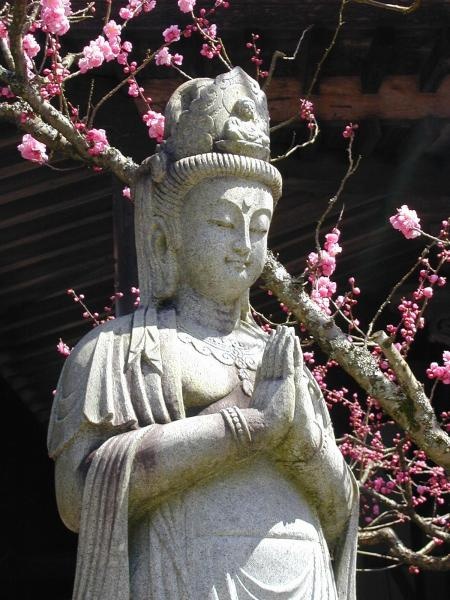
Socha na hoře Kója

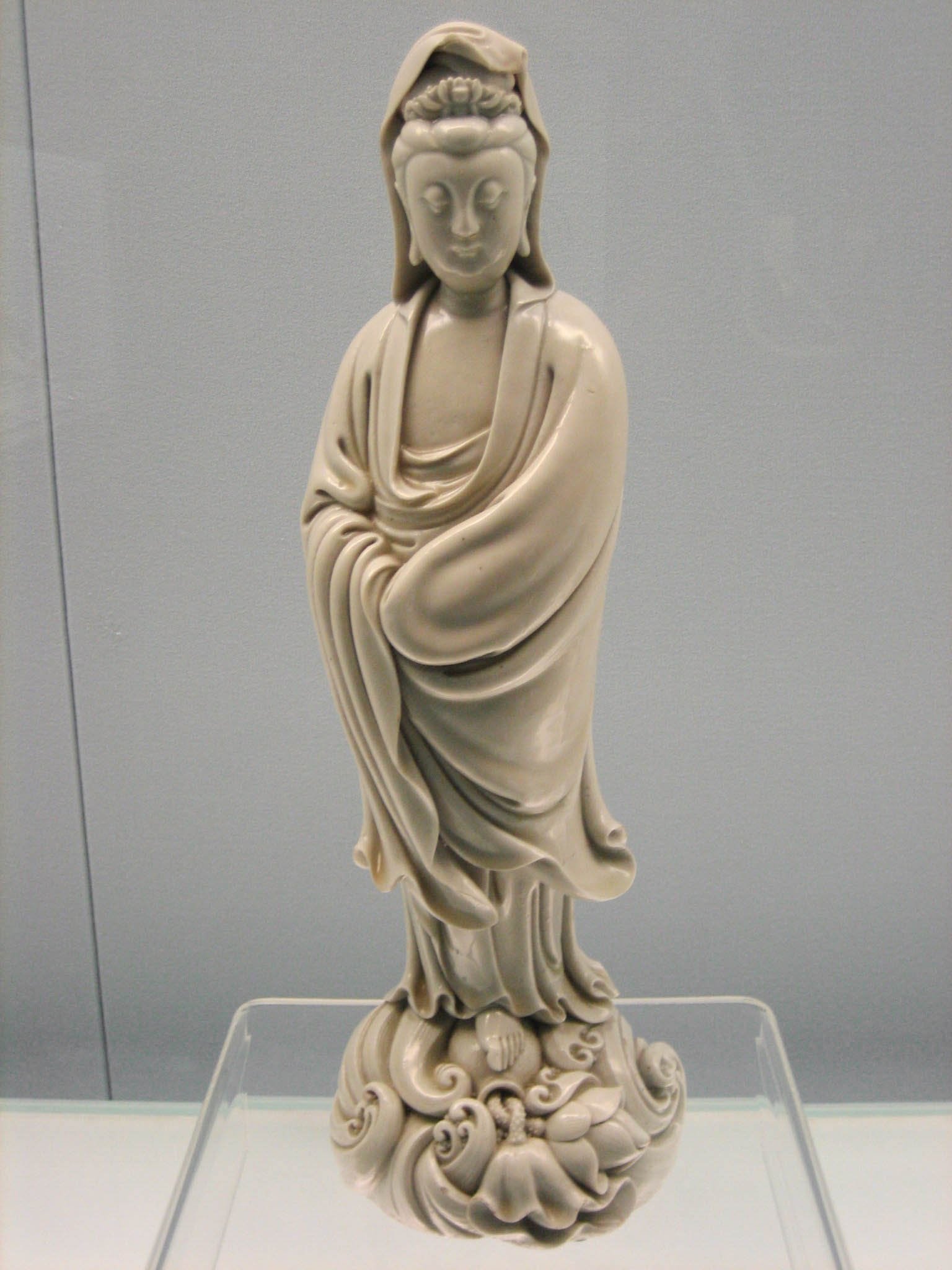
Kuan-jin, figurka z porcelánu

O Kuan-jin se vypráví velmi mnoho legend. Asi nejznámější z nich je z 12. století a nazývá se Vzácný svitek z Křehké hory.
Je o princezně Miaošan, která když se měla vdát za manžela, kterého ji její královský otec vybral, odmítla. Otce tím velmi rozhněvala a dal ji uvěznit, poté ji vsadil do kláštera, a když princezna stále vzdorovala, dal ji uškrtit a spolu s ní i pět mnišek. Bódhisattva Kšitigarbha vzal princeznino tělo a provedl je po říších pekla. Miaošan cestou začala učit pekelné bytosti dharmě. Když se o tom dozvěděl Pán smrti Mára, požádal princeznu, aby se vrátila do říše živých a neodváděla mu bytosti z jeho říše.
Mezitím otec princezny těžce onemocněl. Když se Miaošan vrátila z říše pekel, vzala na sebe mnišský úbor a zašla za otcem. Jeho lékařům řekla, že otce uzdraví jen lék vyrobený z rukou a očí člověka, který nepoznal nenávist. Ten člověk je prý mnich a žije na Křehké hoře. Když tam královi služebníci přišli, spatřili Miaošan, převlečenou za mnicha, jak si uřízla obě ruce a vydloubla oči. Lék z nich vyrobený uzdravil krále. Jakmile byl král schopen pohybu, vydal se na nedalekou horu a jakmile v mnichovi poznal svou dceru, kterou dal zaškrtit, prohlédl. Přijal Buddhovo učení a prosil, aby byly princezně oči a ruce navráceny. Princezna na sebe vzala podobu tisícirukého bódhisattvy a sdělila králi, že je vtělením Kuan-jin.